# 安蒂·涅米 (1983年)
安蒂·涅米（芬蘭語：Antti Niemi，1983年8月29日—），芬兰男子冰球运动员，场上位置是守门员。他曾代表芬兰国家队参加2014年冬季奥林匹克运动会冰球比赛，获得一枚铜牌。